# Club Náutico Poblenou
El Club Náutico Poblenou (fundado en idioma catalán como Club Nàutic Poblenou, en mayo del 2021 en Barcelona, España) es un club náutico español ubicado en el barrio del Poblenou, en Barcelona. En la actualidad destaca por ser el club náutico de la ciudad con más deportistas federados en la modalidad de windsurf.

## Actividad
El Club se ubica actualmente en las instalaciones Base Náutica Municipal de Barcelona, y colabora activamente con distintas AMPAs y colegios de la ciudad para la promoción del deporte de la vela y su equipo de regatas de windsurf.

## Competición
El Club Nàutic Poblenou tiene un equipo de regatas de windsurf que participa en el circuito catalán y nacional de regatas de windsurf en las clases Techno, Techno Plus, IQFOIL (sub-17 sub-19 y sénior). Desde su creación ha tenido representación en prácticamente todas las competiciones de ámbito nacional.

### Trofeo Primavera N2 Windsurf (Blanes), abril de 2023
El Club Náutico Poblenou participó en la regata TROFEO PRIMAVERA N2 WINDSURF en Blanes, obteniendo destacados resultados en diversas categorías. En la categoría Iniciación, sus regatistas Pepita Botta y Manel Aceituno Monroy lograron el primer y segundo lugar, respectivamente. Además, en la categoría Techno Plus, Sofia Nedkova obtuvo la primera posición en la clasificación general y en la categoría femenina.

### Campeonato Cataluña Windsurf 2023 (Altafulla), abril de 2023
En el Campeonato de Cataluña de Windsurf de 2023, celebrado en aguas del Club Marítim Altafulla, Sofía Nedkova, regatista del Club Náutic Poblenou, obtuvo el 3r puesto de la general en la categoría windsurf Techno Plus, y segundo puesto de la categoría femenina.

### Campeonato de España de Clase Techno Plus e IQFoil 2024 (Murcia, Mar menor), Mayo de 2024
El Club Nàutic Poblenou participó con regatistas en prácticamente todas las categorías del Campeonato celebrado en aguas del mar menor y organizado por la FVRM - Federación de Vela Región de Murcia.